# Sebastian Glasner
Sebastian Glasner (* 6. Mai 1985 in Treuchtlingen) ist ein ehemaliger deutscher Fußballspieler.

## Karriere
Der Rechtsfüßer Glasner hatte seine Karriere bei der TSG Pappenheim begonnen, ehe er zur Jugend des 1. FC Nürnberg wechselte. Dort kam er lediglich in der zweiten Mannschaft zum Einsatz und wechselte 2005 zum Oberligisten Wormatia Worms. Zur Saison 2007/08 wechselte er zum SV Darmstadt 98, als der Regionalligaabsteiger bis auf zwei Torhüter und einen Verteidiger eine komplett neue Mannschaft auf die Beine stellen musste. In der Oberligasaison bestritt Glasner alle 34 Spiele, erzielte dabei 21 Tore und stieg mit Darmstadt 98 in die Regionalliga auf.
Glasner wechselte nach der Saison zum Drittligisten FC Erzgebirge Aue. 2010 stieg er mit dem Verein in die 2. Liga auf, wozu er zehn Tore in 31 Partien beigetragen hatte. Obwohl er danach in der zweithöchsten Profiliga 24-mal zum Einsatz kam, verlor er seinen Stammplatz und spielte nur eine einzige Partie durch und erzielte kein Tor. Daraufhin verließ er den Klub und schloss sich zur Saison 2011/12 dem Drittligisten Wacker Burghausen an, für den er am 23. Juli 2011 im Spiel gegen Rot-Weiß Oberhausen sein Debüt gab und in dieser Partie zwei Treffer markierte. Insgesamt absolvierte er für Wacker 32 Spiele, in denen er 13 Tore erzielte.
Zur Saison 2012/13 verpflichtete ihn der Zweitligist Energie Cottbus ablösefrei. Ende Januar 2013 löste er seinen Vertrag vorzeitig auf, um zum Drittligisten Arminia Bielefeld wechseln zu können. Am 29. Januar 2013 bestätigte Arminia Bielefeld die Verpflichtung des Mittelstürmers. Glasner unterschrieb einen Vertrag bis 2015. Mit der Arminia stieg er in die 2. Bundesliga auf. Nachdem er in Bielefeld keine Perspektive mehr hatte, wechselte der Stürmer im Sommer 2013 zum FC Viktoria Köln in die Regionalliga West. Er unterschrieb dort einen bis zum 30. Juni 2015 gültigen Vertrag mit Option auf ein weiteres Jahr. Zur Saison 2014/15 wurde er an den Drittligisten Chemnitzer FC ausgeliehen.
Seit der Saison 2015/16 spielt Glasner bei der SpVgg Bayreuth in der Regionalliga Bayern. Dort erzielte er bei seinem ersten Einsatz das 2:2 im Spiel gegen den 1. FC Schweinfurt 05 in der 92. Minute. Nach zwei Jahren in der Regionalliga Bayern wechselte Glasner zur Saison 2017/18 zum ATSV Erlangen in die Landesliga. Mit der Mannschaft wurde er Meister und stieg in die Bayernliga auf.

## Erfolge
- Westfälischer Pokalsieger 2013 mit Arminia Bielefeld
- Aufstieg in die 2. Bundesliga 2013 mit Arminia Bielefeld
- Aufstieg in die 2. Bundesliga 2010 mit Erzgebirge Aue
- Aufstieg in die Regionalliga 2008 mit dem SV Darmstadt 98